# Epiphora congolana
Epiphora congolana är en fjärilsart som beskrevs av Eugène Louis Bouvier 1929. Epiphora congolana ingår i släktet Epiphora och familjen påfågelsspinnare. Inga underarter finns listade i Catalogue of Life.